# Nicole Wallace
Nicole Alejandra Wallace del Barrio (Madrid, 22 de marzo de 2002) es una actriz española.

## Biografía
Nicole, de padre estadounidense y madre española, nació el 22 de marzo de 2002 en Madrid, España. Es hermana de la directora de cine Chloé Wallace. Creció cursando estudios de viola, piano y canto. También ha practicado durante más de ocho años baile moderno.
En 2018 fue elegida para el personaje de Nora Amalia Grace en la serie Skam España, que la ha catapultado al estrellato. Desde entonces ha aparecido en publicaciones como SModa, Glamour y Vogue. Nicole ha interpretado a Nora Grace durante cuatro temporadas, siendo protagonista en todas ellas y el personaje central de la tercera temporada.
En 2021 se incorporó a la serie de Televisión Española Parot, donde compartió rodaje con Adriana Ugarte, Michel Brown o Blanca Portillo, entre otros.
En 2023 debutó como protagonista en la película basada en un libro de Mercedes Ron Culpa mía, junto al actor Gabriel Guevara que se estrenó en Amazon Prime Video y se convirtió en un éxito internacional. Además, participó en la película Vera de Steffy Argelich y en el cortometraje Eco como principal protagonista.
En 2024 estrenó la serie producida por Netflix España, y basada en la novela del escritor Miguel Sáez Carral, Ni una más, donde interpreta a Alma y comparte protagonismo con Clara Galle. La ficción se rodó en octubre del 2023 en Madrid.
En 2025 estrenó Un año y un día del director Alejandro San Martín y coprotagoniza la serie La casa de los espíritus.

## Filmografía

### Cine
| Año  | Título          | Papel      | Director             | Notas        |
| ---- | --------------- | ---------- | -------------------- | ------------ |
| 2018 | Post millennial | Nicole     | Inés de León         | Cortometraje |
| 2023 | Culpa mía       | Noah Morán | Domingo González     |              |
| 2023 | Vera            | Vera       | Steffy Argelich      |              |
| 2024 | Eco             | Maya       | Meritxell A. Valls   | Cortometraje |
| 2024 | Culpa tuya      | Noah Morán | Domingo González     |              |
| 2025 | Culpa nuestra   | Noah Morán | Meritxell A. Valls   |              |
| 2025 | Un año y un día | Nerea      | Alejandro San Martín |              |

### Televisión
| Año       | Serie                    | Personaje           | Notas                          |
| --------- | ------------------------ | ------------------- | ------------------------------ |
| 2018-2020 | Skam España              | Nora Grace          | Elenco principal; 38 episodios |
| 2021      | Parot                    | Sol Mora            | Elenco principal; 10 episodios |
| 2024      | Ni una más               | Alma Coleman Miller | Protagonista; 8 episodios      |
| 2025      | La casa de los espíritus | Clara del Valle     | Elenco principal; 8 episodios  |